# 馬友會
馬友會（英語：Horsemate）是ViuTV節目《MM730－男女自然學會》衍生的限定組合，除岑珈其外，其餘五位成員都是MakerVille電視藝員合約藝人，包括歐鎮灝（Geroge）、葉振弘（Marco）、楊安妮（Win Win）、許寶恆（Alice）、何洛瑤（Sica）。

## 歷史
在《男女自然觀察學會》第1集中，主持人之一歐鎮灝誤將「housemate」說錯成「horsemate」，自此全體主持人都自稱做「馬友」，而節目亦多了暱稱做「馬友會」。2023年9月，節目原班主持出埠去日本拍節目《馬友旅遊部》，並安排緊接《男女自然觀察學會》播完最後一集後的星期一（2023年11月20日）首播。

## 成員
| 姓名   | 暱稱    | 出生日期       | 所屬組合 |
| ------ | ------- | -------------- | -------- |
| 岑珈其 | 爺爺    | 1990年7月24日  | PlayTime |
| 歐鎮灝 | Geroge  | 1998年10月25日 | P1X3L    |
| 葉振弘 | Marco   | 2000年9月24日  | P1X3L    |
| 楊安妮 | Win Win | 1996年5月8日   | 5G       |
| 許寶恆 | Alice   | 1999年8月6日   | 5G       |
| 何洛瑤 | Sica    | 2000年5月24日  | 5G       |

## 演出作品

### 電視節目（ViuTV）
- 2022年至2023年：《MM730－男女自然學會》
- 2023年：《馬友旅遊部》[2]